# Polémique
Pour les articles homonymes, voir Polémique (homonymie).
 (novembre 2022).
Le terme de polémique (du grec πολεμικός / polêmikós, « qui concerne la guerre, belliqueux, querelleur ») désigne une discussion, un débat, une controverse qui traduit de façon violente ou passionnée, et le plus souvent par écrit, des opinions contraires sur toutes espèces de sujets (politique, scientifique, littéraire, religieux, etc.). Il fait aujourd'hui l'objet d'emplois multiples.

## Emplois du terme
Une polémique est une controverse qui peut être politique, culturelle, sportive…

### Lepolémique
Employé au masculin (le polémique), le mot désigne un registre, un caractère englobant. Ainsi, pour le juriste allemand Carl Schmitt (La Notion de politique) et son disciple français Julien Freund (L'Essence du politique), le polémique caractérise le politique (également compris en un sens englobant). Pour ces deux auteurs, le polémique se reconnaît par la polarisation ami/ennemi qui constituerait le principe même du politique.

### Statut polémique (adjectif)
Est polémique un discours qui agresse ouvertement un adversaire. La polémique est une critique très vive.

### Genres polémiques
- Le pamphlet
- Le libelle
- La propagande
- La satire
- Le manifeste
- La déclaration de guerre
- Le blâme
- L'ironie

### Termes connexes
- Agonistique
- Controverse
- Débat
- Discours agoniques
- Éristique
- Méthode hypercritique
- Polémogène
- Polémologie